# Heinkel He 114
El Heinkel He 114 fue un hidroavión biplano de reconocimiento alemán producido en los años 1930 para ser usado desde los buques de la Kriegsmarine. Previsto para sustituir al He 60 del mismo fabricante, no permaneció mucho tiempo en servicio antes de ser reemplazado por el Arado Ar 196 como avión de observación estándar de Alemania. Aunque su producción acabó en 1939, participó de forma limitada durante la II Guerra Mundial.

## Diseño y desarrollo
Aunque el fuselaje y el dispositivo de flotación del He 114 eran completamente convencionales, su disposición alar era muy inusual. El juego superior de alas estaba unido al fuselaje mediante un juego de soportes de cabaña, como en los monoplanos de ala en parasol, mientras que el juego inferior era de una envergadura mucho menor al tiempo que tenía aproximadamente la misma cuerda (nótese que esta disposición general no era especialmente inusual, y es conocida como "sesquiplano", o biplano con un ala inferior más pequeña. Típicamente, el ala inferior era alrededor de 3/4 de la envergadura de la superior, y también tenía una cuerda menor. El He 114 tenía una ala inferior mucho más corta de lo usual, pero poseía la misma cuerda que la superior, con lo que mantenía una relación de área alar similar).

## Historia operacional
El He 114 nunca fue un gran éxito, no fue construido en grandes cantidades, y sirvió con la Luftwaffe por poco tiempo. Mientras que el He 60 se había comportado muy bien en el agua pero era lento en el aire, el manejo del He 114 mientras flotaba era pobre y sus prestaciones en el aire apenas mejoraban las del avión al que reemplazaba.
Se exportaron un total de 24 aviones a Rumania, donde los últimos 8 permanecieron en servicio hasta el 1 de mayo de 1960.
El 1 de noviembre de 1939, Suecia ordenó 12 aviones de la variante B-1; estaba planeado que los aviones fueran entregados en diciembre del mismo año, pero la entrega se reprogramó para la primavera del año siguiente. En abril de 1940, Suecia aumentó la orden en 24 aparatos, a lo que Heinkel respondió informando que la orden original no se entregaría, ya que el gobierno alemán había emitido la prohibición de exportar material militar a Suecia. Cuando la prohibición fue levantada, los 12 aviones originalmente destinados a Suecia ya habían sido puestos en servicio por la Luftwaffe. A finales de 1940, Alemania anunció que podía entregar 12 aviones, Suecia aceptó pero Alemania acabó cancelando la orden. Sin embargo, la compra pudo realizarse en 1941 y 12 He 144 usados llegaron a Suecia desmontados en cajas, en la primavera del mismo año. Los aviones fueron ensamblados y recibieron una revisión completa antes de entrar en servicio con la Roslagens flygflottilj (F2) en Hägernäs, bajo la designación S 12 (siendo la S la abreviatura de avión de reconocimiento en Suecia).

### El He 114 en España
En julio de 1943, el Ejército del Aire adquirió a la Luftwaffe 12 ejemplares del modelo de las versiones A y C, que se destinaron a la base de hidroaviones de Los Alcázares, y que fueron retirados en 1954. Un ejemplar es cedido a la Armada, siendo embarcado en el crucero Miguel de Cervantes. Se da la circunstancia que desde la desaparición de la Aeronáutica Naval en 1939 hasta la llegada de los helicópteros Bell 47G en 1954, este aparato fue el único medio aeronaval dispuesto por la Armada.

## Variantes
Heinkel 114 V1 a V5
Cinco prototipos puestos en vuelo entre 1936 y 1937, propulsados por varios motores, como el Daimler-Benz DB 600 de 960 hp, el Junkers Jumo 210 de 640 hp, el BMW 132Dc de 880 hp y el BMW 132K de 960 hp.
He 114A-0
10 ejemplares de preserie, propulsados por un motor BMW 132Dc de 656 kW (880 hp).
He 114A-1
Versión de entrenamiento, propulsada por el mismo motor que el modelo anterior. 33 fabricados.
He 114A-2
Versión operativa de producción principal propulsado por el motor BMW 132K.
He 114B-1
Versión de exportación del He 114A-2 para Suecia. 14 fabricados.
He 114B-2
Versión de exportación del He 114A-2 para Rumania. 6 fabricados, 3 con motores lineales DB 600 y 3 con Junkers Jumo 210, además de 12 ejemplares con motores radiales BMW 132K.
He 114C-1
Versión de reconocimiento para la Luftwaffe. 14 fabricados.
He 114C-2
Versión embarcada sin armamento para la Kriegsmarine. 4 fabricados.

## Operadores
Alemania
- Luftwaffe

 España
- Ejército del Aire
- Armada española

 Rumania
- Real Fuerza Aérea Rumana

 Suecia
- Fuerza Aérea Sueca

## Especificaciones (He 114A-2)
Referencia datos: Warplanes of the Luftwaffe.

### Características generales
- Tripulación: Dos (piloto y observador)
- Longitud: 11,7 m (38,2 ft)
- Envergadura: 13,6 m (44,6 ft)
- Altura: 5,2 m (17,2 ft)
- Superficie alar: 42,3 m² (455,3 ft²)
- Peso vacío: 2300 kg (5069,2 lb)
- Peso cargado: 3670 kg (8088,7 lb)
- Planta motriz: 1× motor radial de 9 cilindros refrigerado por aire BMW 132K.
  - Potencia: 716 kW (987 HP; 974 CV)
- Hélices: Tripala

### Rendimiento
- Velocidad máxima operativa (Vno): 335 km/h (208 MPH; 181 kt)
- Alcance: 920 km (497 nmi; 572 mi)
- Techo de vuelo: 4900 m (16 076 ft)
- Régimen de ascenso: 5,5 m/s (1083 ft/min)
- Carga alar: 86,8 kg/m² (17,8 lb/ft²)
- Potencia/peso: 0,20 kW/kg

### Armamento
- Ametralladoras: 

  - 2x MG 17 de 7,92 mm
- Bombas: 2 de 50 kg

## Aeronaves relacionadas

### Aeronaves similares
- Fokker C.XI
- Mitsubishi F1M

### Secuencias de designación
- Secuencia He _ (designaciones del RLM para Heinkel): ← He 111 - He 112 - He 113 - He 114 - He 115 - He 116 - He 118 →
- Secuencia Numérica (designaciones del RLM 1933-1945): ← He 111/He 111U - He 112 - He 113 - He 114 - He 115 - He 116 - Hs 117 →
- Secuencia S _ (Aviones de reconocimiento de la Fuerza Aérea Sueca, pre-1940): ← S 9 - S 10 - S 11 - S 12 - S 13 - S 14 - S 15 →
- Secuencia Numérica (Aeronaves del Ejército del Aire español, 1939-1945): ← 46 - 47 - 60 - 61 - 62 - 64 - 65 →
- Secuencia HR._ (Hidroaviones del Ejército del Aire español, 1945-1954): HR.1 - HR.2 - HR.3 - HR.4 - HR.5 - HR.6 - HR.7 →